# ويليام هيو سميث
ويليام هيو سميث (بالإنجليزية: William Hugh Smith)‏ هو محامي وقاضي وسياسي أمريكي، ولد في 26 أبريل 1826 في مقاطعة فاييت في الولايات المتحدة، وتوفي في 1899 في برمنغهام في الولايات المتحدة. حزبياً، نشط في الحزب الديمقراطي والحزب الجمهوري. وقد انتخب حاكم ألاباما ‏ (24 يوليو 1868 – 26 نوفمبر 1870).